# Крат Павло Георгійович
Павло Георгійович (Юрійович)  Крат (псевдоніми: Павло РозвійПоле, О.Проколупій, отець Проколупін, П.Терненко; (10 (22) жовтня 1882 , Красна Лука, Полтавська губернія  — 25 грудня 1952 , Торонто ) — український громадсько-політичний і церковний діяч (євангельський пастор), революціонер, поет, прозаїк, драматург, журналіст, редактор, перекладач, видавець, педагог, садівник, селекціонер.
Редактор газет «Червоний прапор» (Вінніпег, 1907-1908), «Робочий народ» (Вінніпег, 1914-1916), журналів «Кадило», «Кропило», «Віра і Знаття», співредактор газети «Робітниче слово» (Торонто, 1916-1917) .

## Життєпис

### В Україні
Павло Крат народився у селі Красна Лука Гадяцького повіту у родині українського дідича, з давнім козацьким корінням. Один з його предків, Федір Крат був послом І.Мазепи при дворі Карла XII у Стокгольмі і мав почесне звання «значкового товариша». Дід — Архип Крат дослужився до рангу «статського радника» і отримав російське дворянство. Згодом рід Кратів зубожів.
Навчався у Лубенській гімназії, на природничому факультеті Київського університету Св. Володимира (1904-1905). 
Діяч Лубенської вільної громади РУП (1901–1904), пізніше – Української спілки РСДРП.
Щоб уникнути переслідувань за революційну діяльність, 1905 року емігрував до Швейцарії. Від серпня того ж року – у Львові. Студіював філософію у Львівському університеті (1906–1907) .
Один із лідерів боротьби за створення українського університету у Львові (1906-1907). Зокрема, у січні 1907 р. він очолив групу студентів, що захопила корпус Львівського університету по вул. Св. Миколая, побудувала барикади та вивісила на даху український прапор. Вдягнувши ректорську мантію, Крат різав портрети попередніх ректорів університету, за що невдовзі був заарештований поліцією .

### В Канаді
Після ув'язнення емігрував до Канади (1907), був співзасновником НТШ (1907) та «Української вільнодумної федерації». Видавав часопис «Червоний прапор», потім гумористичний часопис «Кадило» (пізніше «Кропило»).
Один із керівників української секції Соціалістичної партії Канади.
У 1915–1918 рр. студіював теологію у пресвітеріанській колегії у Саскатуні (провінція Саскачеван). Засновник і викладач Українського народного університету ім. Михайла Павлика (1918–1919), основоположник Української самостійної євангелістської церкви у Торонто (1919) . 
1923 — виїхав до Європи як місіонер. До 1938 рр. з перервами жив у Західній Україні, де служив Українському Євангельсько-Реформованому руху і був одним з його основоположників, редагував журнал «Віра та знання» (1923—1924).
1938 — оселився на фермі біля Торонто, був співзасновником Української євангельської церкви.

## Творчість
Автор драми «Октябрські дні» (про російську революцію 1905 року), збірок «Петербурзька неділя» (1905) і «Робітничі пісні» (1911), поеми «Січинський в неволі» (1908), поетичної збірки «Соціалістичні вірші» (Едмонтон, 1909), поеми «Січинський у неволі» (Едмонтон, 1910; Вінніпег, 1910), оповідання «Візита Червоної Дружини. Образ з революційних розрухів на Полтавщині в літі 1906 року» (1912), збірки оповідань «Коли буде легше і інші оповідання» (Вінніпег, в-во «Червоний прапор», 1912), «За землю і волю» (Вінніпег, 1914), «Посліднє хождєніє пана Бога по землі, або Бог в революції» (Вінніпег, 1915); студії «Віджитки в людській натурі, або Наука як пізнати себе, щоб стати людиною» (Торонто,1920), історичної розвідки «Українська стародавність» (Торонто – Буенос-Айрес, 1958), спогадів «Крізь павутиння змосковщення». 
1907 року драма Павла Крата «Октябрські дні» не раз ставилася не театральній сцені у Вінніпегу.
Допомагав Флоренс Рендал Лайвсей у перекладі українських народних пісень для збірки «Songs of  Ukraina with Ruthenian Poems» («Пісні України з русинськими віршами», Лондон; Париж; Торонто, 1916), до якої написав передмову (у збірці були опубліковані весільні, козацькі, опришківські, чумацькі й народні пісні, а також вірші Тараса Шевченка, Степана Руданського, Юрія Федьковича і Сидора Воробкевича) .

### Окремі видання
- Крат П. За землю і волю. — Вінніпег, 1914. — 64 с.
- Крат П. Віджитки в людській натурі, або Наука про те, як спізнати себе, щоб стати дійсню людиною. Торонто, 1920. — 61 с.
- Крат П. Коли зійшло сонце // Хрестоматія української літератури в Канаді. — Едмонтон, 2000. — С. 198—207.
- Крат П. Українська стародавність. — Торонто — Буенос-Айрес, 1958. — 285 с.